# Thouarcé
Thouarcé – miejscowość i dawna gmina we Francji, w regionie Kraj Loary, w departamencie Maine i Loara. W 2013 roku jej populacja wynosiła 1984 mieszkańców. 
W dniu 1 stycznia 2016 roku z połączenia pięciu ówczesnych gmin – Champ-sur-Layon, Faveraye-Mâchelles, Faye-d’Anjou, Rablay-sur-Layon oraz Thouarcé – utworzono nową gminę Bellevigne-en-Layon. Siedzibą gminy została miejscowość Thouarcé. 